# 羅阿諾克縣 (維珍尼亞州)
羅阿諾克縣（英語：Roanoke County）是美国弗吉尼亚州中西部的一個縣，面積650平方公里。根據2020年美國人口普查，共有人口96,929人。正式县城为独立市塞勒姆，但罗阿诺克县的行政中心則位于凱夫斯普林。該縣成立於1838年3月30日，縣名來自洛亞諾克河 （印第安語「白色貝類」、「寶貝」或「煙草」的意思）。